# れにちゃんWORLD
「れにちゃんWORLD」（れにちゃんワールド）は、ももいろクローバーZの高城れにのソロデビューアルバム。2021年8月18日に、キングレコード内のレーベル「EVIL LINE RECORDS」からリリースされた。

## 概要
本作は高城れにのソロ1stアルバム。
これまでにリリースされた配信限定シングル全ソロ楽曲に新曲3曲を加え、既発のももいろクローバーZ名義のアルバムに収録されていたソロ楽曲のニューバージョン2曲を含む全15曲を収録。
初回限定盤には44ページのれにちゃんWORLD SPECIAL BOOKLETが付属している。
2021年7月23日より「SKY HIGH」が先行配信された。

### リリース
初回限定盤（CD+Blu-ray）、通常盤（CD）の2形態で発売した。

## 収録曲
1. SKY HIGH[10] [4:24]
作詞：山崎あおい / 作曲・編曲：後藤康二
  - アルバムリード曲[8]
2. じれったいな [3:29]
作詞・作曲・編曲：大田原侑樹
3. 恋は暴れ鬼太鼓-NEW RENI ver.- [3:26]
作詞：ENA☆ / 作曲・編曲：樫原伸彦
4. 津軽半島龍飛崎-NEW RENI ver.- [4:14]
作詞：田久保真見 / 作曲：田尾将見 / 編曲：伊戸のりお
5. Dancing れにちゃん [3:30]
作詞・作曲・編曲：西寺郷太
6. Tail wind [4:36]
作詞：馬渕直純、eNu / 作曲・編曲：馬渕直純
7. Voyage！[11] [3:24]
作詞：eNu / 作曲・編曲：馬渕直純
  - 新録曲
8. しょこららいおん [4:44]
作詞：只野菜摘・高城れに / 作曲：しほり / 編曲：川田瑠夏
9. まるごとれにちゃん [4:33]
作詞：只野菜摘 / 作曲・編曲：橋本由香利
10. 『３文字』の宝物 [4:42]
作詞：高城れに、只野菜摘 / 作曲：島袋優（BEGIN） / 編曲：長谷川智樹
11. 何度でもセレナーデ [4:29]
作詞・作曲・編曲：草野華余子
  - 新録曲
12. spart! [3:46]
作詞：eNu / 作曲・編曲：馬渕直純
13. everday れにちゃん [3:34]
作詞：eNu / 作曲・編曲：馬渕直純
  - スズキ・エブリイCMソング[12]
14. 一緒に [4:05]
作詞・作曲：大田原侑樹 / 編曲：宮崎誠
15. ユーアノッアロン - 永野と高城。 [3:38]（ボーナストラック）
作詞：永野と高城。 / 作曲：前山田健一 / 編曲：板垣祐介
  - 永野（お笑い芸人）とのコラボ曲
16. 恋は暴れ鬼太鼓 [3:26]（配信限定）[4][6]
17. 津軽半島龍飛崎 [4:14]（配信限定）[4][7]

### MUSIC VIDEO
1. SKY HIGH -MUSIC VIDEO-
2. Voyage! -MUSIC VIDEO-

### CongratuRenichan～The 02 season 2020～ -LIVE VIDEO-
|   | タイトル                          | オリジナルアーティスト |
| - | --------------------------------- | ---------------------- |
| 1 | Dancing れにちゃん                | 高城れに               |
| 2 | Ride on time                      | MAX                    |
| 3 | キューティーハニー                | 前川陽子 / 倖田來未    |
| 4 | ダンシング・ヒーロー (Eat You Up) | 荻野目洋子             |
| 5 | VALENTI                           | BoA                    |
| 6 | タマシイレボリューション          | Superfly               |
| 7 | everyday れにちゃん               | 高城れに               |

### まるごとれにちゃん0202スプリングツアー2021 -LIVE VIDEO（Edit ver.）-
|    | タイトル                    | オリジナルアーティスト |
| -- | --------------------------- | ---------------------- |
| 1  | 一緒に                      | 高城れに               |
| 2  | まるごとれにちゃん          | 高城れに               |
| 3  | 春夏秋冬                    | Little Glee Monster    |
| 4  | spart!                      | 高城れに               |
| 5  | しょこららいおん            | 高城れに               |
| 6  | 笑―笑 ～シャオイーシャオ!～ | ももいろクローバーZ    |
| 7  | GODSPEED                    | ももいろクローバーZ    |
| 8  | 全力少女                    | ももいろクローバーZ    |
| 9  | 未来へススメ!               | ももいろクローバーZ    |
| 10 | everyday れにちゃん         | 高城れに               |
| 11 | Tail wind                   | 高城れに               |